# شارپونتیه ۹۴۴۵
سیارک ۹۴۴۵ (به انگلیسی: 9445 Charpentier، نامگذاری:1997JA8) نه هزار و چهارصد و چهل و پنجمین سیارک کشف شده‌است که در ۸ مه ۱۹۹۷ کشف شد.
قدر مطلق سیارک برابر ۱۵٫۲۰ است.